# (4669) Høder
(4669) Høder – planetoida z pasa głównego asteroid okrążająca Słońce w ciągu 3 lat i 96 dni w średniej odległości 2,2 j.a. Została odkryta 27 października 1987 roku w Obserwatorium Brorfelde przez Poula Jensena. Nazwa planetoidy pochodzi od Hodura – ślepego boga z mitologii nordyckiej, syna Odyna i brata Baldura. Przed jej nadaniem planetoida nosiła oznaczenie tymczasowe (4669) 1987 UF1.